# Климзо, Борис Николаевич
Бори́с Никола́евич Климзо́ (1930, Горький — 5 ноября 2008, Москва) — российский лингвист-переводовед, лексикограф, терминолог, профессиональный переводчик научно-технической литературы, «пламенный борец за качество научно-технических переводов». По мнению покойного В. Н. Грабовского, дипломата, переводчика, руководителя одной из старейших московских переводческих фирм: его «по праву безоговорочно причисляют к числу высших авторитетов в области технических переводов».

## Жизнь и творчество
Борис Николаевич Климзо окончил Московский энергетический институт, около 15 лет занимался проектированием, испытанием и наладкой различных энергетических установок, работал инженером-энергетиком и одновременно занимался техническими переводами. Увлечение иностранными языками и проблематикой переводов научных и технических текстов с годами переросло в профессиональное занятие. Им написано более двух десятков книг и статей по проблемам перевода научно-технической литературы, патентов и документации, на протяжении почти 25 лет Б. Н. Климзо был научным редактором в издательстве «Мир», редактировал серию «Труды Американского общества инженеров-механиков», а затем возглавлял эту журнальную редакцию.
Более 10 лет преподавал технический перевод и ряд смежных дисциплин на Высших курсах переводчиков при МГПИИЯ, был доцентом кафедры «Теории и практики перевода», проводил во многих городах Советского Союза лекции и семинары по научно-техническому переводу, выступал с докладами на конференциях, отдельным изданием опубликован курс лекций «Перевод патентов: Особенности структуры, языка и перевода изобретений, прилагаемых к патентам США и Великобритании» (1976).
Автор книг и большого количества статей по теории и практике научно-технического перевода и проблемам перевода научных и технических текстов, в том числе «О переводе периодической научно-технической литературы с английского языка на русский» (1976), «Импликация в английских научно-технических текстах» (1982) и др. Обобщил свой опыт в книге «Ремесло технического переводчика. Об английском языке, переводе и переводчиках научно-технической литературы» (2003).
Б. Н. Климзо составил фундаментальный «Русско-английский словарь общеупотребительных слов и словосочетаний научно-технической литературы» (предисловие и фрагмент словаря) Архивная копия от 6 февраля 2009 на Wayback Machine, которому Борис Николаевич посвятил более 30 лет своей жизни. В этом словаре осуществлена попытка реализации ряда идей автора, направленных на облегчение поиска словосочетаний и оказание помощи пользователям: учёным, инженерам, переводчикам, редакторам в создании идеоматичного, то есть небуквального перевода,. Словарь содержит более 22 000 словарных гнёзд, а также многофункциональные указатели русских и английских ключевых слов. Автор электронного словаря Polyglossum — Русско-Англо-Русский словарь технического переводчика Polyglossum, ISBN 5-86455-431-6 — расширенное и обновленное издание словаря «Русско-английский словарь общеупотребительных слов и словосочетаний научно-технической литературы» в электронном виде. Этот словарь получил высокую оценку в Американской ассоциации переводчиков (текст отзыва на англ. языке, в котором в частности отмечен высокий уровень проработки английского американского научно-технического словника Архивная копия от 22 мая 2009 на Wayback Machine).
Входил в состав редколлегии журнала «Мосты».

## Труды
- Перевод патентов: Особенности структуры, языка и перевода изобретений, прилагаемых к патентам США и Великобритании. — М.: МГПИИЯ, 1976.
- О переводе периодической научно-технической литературы с английского языка на русский. // Тетради переводчика, вып. 13, 1976.
- Импликация в английских научно-технических текстах. // Тетради переводчика, вып. 19, 1982.
- Русско-английский словарь общеупотребительных слов и словосочетаний научно-технической литературы. — М.: ЭТС Архивная копия от 29 января 2009 на Wayback Machine, 2002. — В 2-х тт.; Том 1: ISBN 5933860220 Размер: 24,5 x 17 x 3,4 см, 648 стр., Том 2: ISBN 593386028X Размер: 24,5 x 17 x 3 см, 600 стр.
- Ремесло технического переводчика. Об английском языке, переводе и переводчиках научно-технической литературы. — М.: Р.Валент, 2003. (3-е изд. — 2011)
- Электронное издание "Русско-англо-русский  словарь технического переводчика Polyglossum" на основе "Русско-английского словаря общеупотребительных слов и словосочетаний научно-технической литературы."  — М.: ЭТС Архивная копия от 29 января 2009 на Wayback Machine, 2003 (1-е эл. изд., 2006 (2-е эл.изд.).